# Вельшбиллигербах
Ве́льшбиллигербах (нем. Welschbilligerbach) — река в Германии, протекает по земле Рейнланд-Пфальц. Речной индекс — 2668. Длина — 11,092 км. Площадь бассейна реки составляет 33,082 км². Впадает в Килль в черте города Кордель.
В последнее время из-за высоких паводков, вызываемых сильными и при этом кратковременными дождями происходит подтопление жилого фонда Корделя. Принимаются и предполагаются различные меры по предупреждению дальнейших наводнений.